# Parahormius caicus
Parahormius caicus är en stekelart som beskrevs av Nixon 1940. Parahormius caicus ingår i släktet Parahormius och familjen bracksteklar. Inga underarter finns listade i Catalogue of Life.